# Perejasławśke
Perejasławśke (ukr. Переяславське) – wieś na Ukrainie, w obwodzie kijowskim, w rejonie boryspolskim, w hromadzie Studenyky. Liczy 1294 mieszkańców.